# مردم دیوانه
مردم دیوانه (انگلیسی: Crazy People) فیلمی در ژانر کمدی به کارگردانی تونی بیل است که در سال ۱۹۹۰ منتشر شد.

## خلاصه فیلم
یک مدیر اجرایی آگهی تبلیغاتی که دیگر به نقطه شکست رسیده، خود را در یک مؤسسه بیماران روانی پیدا می‌کند، جایی که فعالیت‌هایش دوباره با کمک بیماران آن‌جا شروع می‌شود و…

## بازیگران
- دادلی مور در نقش اموری لیسون
- داریل هاناه در نقش کتی
- پل رایزر در نقش استفن باچمن
- بیل اسمیترویچ در نقش بروس
- دیوید پیمر در نقش جورج
- مرسدس روئل در نقش دکتر بیلور